# Станціонно-Ояшинський
Станціонно-Ояшинський (рос. Станционно-Ояшинский) — робітниче селище у Мошковському районі Новосибірської області Російської Федерації.
Входить до складу муніципального утворення робітниче селище Станціонно-Ояшинський. Населення становить 4893 особи (2017).

## Історія
Згідно із законом від 2 червня 2004 року органом місцевого самоврядування є робітниче селище Станціонно-Ояшинський.

## Населення
| 1970  | 1979  | 1989  | 2002  | 2007  | 2009  | 2010  |
| ----- | ----- | ----- | ----- | ----- | ----- | ----- |
| 5264  | ↗5525 | ↘4875 | ↘4750 | ↗4818 | ↗4867 | ↘4575 |
| 2012  | 2013  | 2014  | 2015  | 2016  | 2017  |       |
| ↗4611 | ↗4708 | ↗4886 | ↘4793 | ↗4856 | ↗4893 |       |